# Bob-Europameisterschaft 1970
Die Bob-Europameisterschaft 1970 wurde am 3. und 4. Februar im Zweierbob und am 10. Januar 1970 im Viererbob in nur zwei Läufen auf der  olympischen Bobbahn von 1956, der Pista Olimpica di Bob  im italienischen  Cortina d’Ampezzo ausgetragen. Durch die jeweils parallel stattfindenden Schweizer Bobmeisterschaften entsandten die Eidgenossen keine Teams zur EM. Nachdem der Wettbewerb im Zweierbob der Natureisbahn schon zugesetzt hatte, wurde der Wettbewerb im großen Schlitten auch durch steigende Temperaturen bedingt von vornherein nur auf zwei Wertungsläufe begrenzt.

## Zweierbob
In der Zweierkonkurrenz stand ein hochkarätiges Teilnehmerfeld am Start. So nahmen die Zweier-Europameister von 1968 Zimmerer/Utzschneider ebenso wie die Silbermedaillengewinner von Grenoble Floth/Bader aus der Bundesrepublik Deutschland teil. Von italienischer Seite waren vor allem die WM-Dritten von Lake Placid, das Duo Gaspari/Armano zu beachten, hinzu kam Dauerbrenner Ion Panturu aus Rumänien. Nach dem ersten Wettkampftag lag schließlich das bundesdeutsche Duo Floth/Bader  mit einem an sich sicheren Vorsprung von über einer Sekunde vor den Italienern Gaspari/Armano. Doch mit einer Sicherheitsfahrt im dritten Lauf, bei der sie über zwei Sekunden langsamer als das italienische Duo waren, machten Floth/Bader das Rennen noch mal spannend. Überschattet wurde der dritte Lauf von einem schweren Unfall des britischen Duos Walker/Powdrill. Sie wurden aus der Bahn geschleudert und stürzten einen Abhang hinunter. Während Walker innere Verletzungen erlitt, brach sich Powdrill Becken und Beine. Entschieden wurde die Europameisterschaft letztlich eigentlich schon bei der Startauslosung zum vierten und letzten Lauf. Während Gaspari/Armano relativ früh starteten, hatten Floth/Bader als Letzte mit dem einsetzenden Schneetreiben zu kämpfen. Am Ende trennte beide Bobs die Winzigkeit von drei Hundertstel Sekunden zugunsten der Italiener. Mit fast zwei Sekunden Rückstand vervollständigten Zimmerer/Utzschneider auf dem Bronzerang das sehr gute bundesdeutsche Abschneiden. Wie im Vorjahr belegte das spanische Duo Baturone/Rosal erneut einen respektablen vierten Platz.
| Rang | Athleten                             | Bob               | 1. Lauf     | 2. Lauf     | 1. Tag      | 3. Lauf     | 4. Lauf     | Gesamtzeit  |
| ---- | ------------------------------------ | ----------------- | ----------- | ----------- | ----------- | ----------- | ----------- | ----------- |
| 1    | Gianfranco Gaspari Mario Armano      | Italien I         | 1:18,98 min | 1:20,01 min | 2:38,99 min | 1:20,97 min | 1:23,16 min | 5:23,12 min |
| 2    | Horst Floth Pepi Bader               | BR Deutschland I  | 1:18,92 min | 1:18,69 min | 2:37,61 min | 1:23,23 min | 1:22,31 min | 5:23,15 min |
| 3    | Wolfgang Zimmerer Peter Utzschneider | BR Deutschland II | 1:19,85 min | 1:21,15 min | 2:41,00 min | 1:22,10 min | 1:22,02 min | 5:25,07 min |
| 4    | Eugenio Baturone Guillermo Rosal     | Spanien           | -           | -           | 2:41,40 min | -           | -           | 5:27,19 min |
| 5    | Werner Delle Karth Gordon Gratl      | Österreich I      | -           | -           | 2:41,69 min | -           | -           | 5:27,29 min |
| 6    | Ion Panțuru Dumitru Focșeneanu       | Rumänien I        | -           | -           | 2:43,71 min | -           | -           | 5:29,08 min |
| 7    | Herbert Gruber Josef Oberhauser      | Österreich II     | -           | -           | 2:44,84 min | -           | -           | 5:31,83 min |
| 8    | Carl-Erik Eriksson Nilsson           | Schweden II       | -           | -           | -           | -           | -           | 5:33,41 min |
| 9    | Patrick Parisot Gérard Monrazel      | Frankreich I      | -           | -           | 2:44,72 min | -           | -           | 5:34,25 min |
| 10   | Rolf Höglund Börje Hedblom           | Schweden I        | -           | -           | -           | -           | -           | 5:34,86 min |

## Viererbob
Die Europameisterschaft im Viererbob hatte schon vor Beginn mit Hemmnissen zu kämpfen. Das Training konnte erst verspätet beginnen, die Bahn war in keinem guten Zustand und durch die Absage des britischen Verbandes waren nur noch sieben Nationen am Start, mit Japan dabei eine außer Konkurrenz. So entschloss sich die Jury schon vor dem Wettkampfbeginn, die EM nur in zwei Läufen am Samstag, dem 10. Januar 1970 auszutragen. Favorisiert waren Vorjahresweltmeister um Pilot Wolfgang Zimmerer aus der Bundesrepublik, hinzu kamen die italienischen Vizeweltmeister um Gianfranco Gaspari, der zudem als frischgebackener Europameister im Zweierbob antrat. Außerdem war der rumänische Bob mit Pilot Ion Panturu mit zum Favoritenkreis zu zählen. Während des Wettkampfes erwies sich überraschenderweise der Spanier Baturone mit seiner Crew als ärgster Rivale des Ohlstädter Viererbobs. Schon im kleinen Schlitten hatte der Spanier mit zwei vierten Plätzen im Vorjahr und vor einer Woche auf sich aufmerksam gemacht, nun macht er sein Meisterstück. Obwohl das Team um Wolfgang Zimmerer in beiden Läufen Bestzeit fuhr, blieben ihnen die Iberer hartnäckig auf der Spur. Am Ende trennte beide Bobs gerade einmal neun Hundertstel Sekunden. Nach dem EM-Titel von 1968 im kleinen Schlitten konnte Wolfgang Zimmerer nun auch den EM-Titel im Viererbob sein Eigen nennen. Für Spanien mit Bobpilot Eugenio Baturone war es die erste internationale Medaille im Bobsport überhaupt. Mit Bronze gewann der rumänische Bob um Ion Panturu erneut eine EM-Medaille. Enttäuscht waren die Gastgeber, durch schwere Fahrfehler verdarb sich Pilot Gianfranco Gaspari ein besseres Ergebnis und wurde nur Vierter.
| Rang | Athleten                                                                 | Bob               | 1. Lauf     | 2. Lauf     | Gesamtzeit  |
| ---- | ------------------------------------------------------------------------ | ----------------- | ----------- | ----------- | ----------- |
| 1    | Wolfgang Zimmerer Walter Steinbauer Stefan Gaisreiter Peter Utzschneider | BR Deutschland I  | 1:21,81 min | 1:20,56 min | 2:42,37 min |
| 2    | Eugenio Baturone José Manuel Pérez de Vega José Cano Guillermo Rosal     | Spanien           | 1:21,84 min | 1:20,62 min | 2:42,46 min |
| 3    | Ion Panțuru Dumitru Focșeneanu Ion Zangor Dumitru Pascu                  | Rumänien          | 1:22,14 min | 1:21,04 min | 2:43,18 min |
| 4    | Gianfranco Gaspari ?                                                     | Italien I         |             |             | 2:43,79 min |
| 5    | Horst Floth ?                                                            | BR Deutschland II |             |             | 2:44,56 min |
| 6    | Carl-Erik Eriksson ?                                                     | Schweden I        |             |             | 2:44,70 min |
| 7    | Rolf Höglund ?                                                           | Schweden II       |             |             | 2:45,25 min |
| 8    | Peter Thurnbichler ?                                                     | Österreich        |             |             | 2:46,51 min |

## Medaillenspiegel
| Platz | Nation         | Gold | Silber | Bronze |
| ----- | -------------- | ---- | ------ | ------ |
| 1     | BR Deutschland | 1    | 1      | 1      |
| 2     | Italien        | 1    | —      | —      |
| 3     | Spanien        | —    | 1      | —      |
| 4     | Rumänien       | —    | —      | 1      |